# Кубок Швейцарії з футболу 1930—1931
Шостий розіграш Кубка Швейцарії з футболу, що проводився з 5 жовтня 1930 по 10 травня 1931 року.

## 1/32 фіналу
| Команда 1           | Рахунок   | Команда 2           |
| ------------------- | --------- | ------------------- |
| 04.10.1930, 14:30   |           |                     |
| Серветт Женева      | 2:1       | Ксамакс             |
| 05.10.1930, 14:30   |           |                     |
| Аарау               | 1:2       | Блю Старз Цюрих     |
| Базель              | 4:5       | Локарно             |
| Беллінцона          | 1:5       | Люцерн              |
| Берн                | 3:1       | Етуаль Ла Шо-де-Фон |
| Будрі               | 01:12     | Ольтен              |
| Бецінген            | 3:1       | Зегрінгія Берн      |
| Брайте Базель       | 4:3       | ФК Устер            |
| Брюль Санкт-Галлен  | 5:0       | Алльшвіль           |
| Бухс АГ             | 1:9       | Нордштерн Базель    |
| Бухс                | 3:7 (д.ч) | Санкт-Галлен        |
| Конкордія Базель    | 4:3       | Зеєбах              |
| Дополаворо Женева   | 1:3       | Фрібур              |
| Форвард Морґес      | 2:1       | Конкордія Івердон   |
| Фульгор Гренхен     | 1:4       | Кантональ Невшатель |
| Джонктон Женева     | 2:5       | Етуаль Каруж        |
| Кіккерс Люцерн      | 1:5       | Янг Фелловз Цюрих   |
| Ла Шо-де-Фон        | 2:1       | Янг Бойз            |
| Лангнау             | 2:5       | Ерлікон Цюрих       |
| Лозанна             | 3:1       | Нідау               |
| Лісталь             | 8:4       | Енгштрінген         |
| Луганезі            | 3:2       | Індустрія Цюрих     |
| Лугано              | 6:3       | К'яссо              |
| Олд Бойз            | 1:2       | Вінтертур           |
| Сьйон               | 4:0       | Централ Фрібур      |
| Золотурн            | 5:2       | Мінерва Берн        |
| Шпортс-Бойз Берн    | 2:4       | Расінг Лозанна      |
| Тесс                | 1:5       | Грассгоппер Цюрих   |
| Уранія Женева Спорт | 3:1       | Біль-Б'єнн          |
| Веве                | 0:6       | Гренхен             |
| Цюрих               | 6:0       | Блек Старз (Базель) |
| Монте               | 3:3 (д.ч) | Тун                 |

### Перегравання
| Команда 1        | Рахунок | Команда 2 |
| ---------------- | ------- | --------- |
| ?.10.1930, 14:30 |         |           |
| Тун              | 3:1     | Монте     |

## 1/16 фіналу
| Команда 1         | Рахунок | Команда 2           |
| ----------------- | ------- | ------------------- |
| 02.11.1930, 14:30 |         |                     |
| Блю Старз Цюрих   | 9:0     | Луганезі            |
| 09.11.1930, 14:30 |         |                     |
| Берн              | 2:0     | Форвард Морґес      |
| Брайте Базель     | 2:6     | Брюль Санкт-Галлен  |
| Етуаль Каруж      | 1:5     | Уранія Женева Спорт |
| Фрібур            | 6:3     | Тун                 |
| Ла Шо-де-Фон      | 7:1     | Бецінген            |
| Лугано            | 11:10   | Ерлікон Цюрих       |
| Нордштерн Базель  | 2:1     | Люцерн              |
| Ольтен            | 2:1     | Лозанна             |
| Расінг Лозанна    | 2:1     | Серветт Женева      |
| Санкт-Галлен      | 3:0     | Конкордія Базель    |
| Сьйон             | 0:3     | Гренхен             |
| Золотурн          | 2:3     | Кантональ Невшатель |
| Вінтертур         | 1:0     | Локарно             |
| Янг Фелловз Цюрих | 0:4     | Грассгоппер         |
| Цюрих             | 2:1     | Лісталь             |

## 1/8 фіналу
| Команда 1           | Рахунок | Команда 2          |
| ------------------- | ------- | ------------------ |
| 07.12.1930, 14:30   |         |                    |
| Берн                | 0:2     | Ла Шо-де-Фон       |
| Кантональ Невшатель | 3:1     | Ольтен             |
| Грассгоппер         | 4:1     | Брюль Санкт-Галлен |
| Лугано              | 2:0     | Цюрих              |
| Расінг Лозанна      | 0:1     | Гренхен            |
| Санкт-Галлен        | 1:4     | Блю Старз Цюрих    |
| Вінтертур           | 1:3     | Нордштерн Базель   |
| 14.12.1930, 14:30   |         |                    |
| Уранія Женева Спорт | 6:0     | Фрібур             |

## Чвертьфінали
| Команда 1           | Рахунок | Команда 2           |
| ------------------- | ------- | ------------------- |
| 01.02.1931, 14:30   |         |                     |
| Ла Шо-де-Фон        | 3:1     | Нордштерн Базель    |
| Грассгоппер         | 7:2     | Блю Старз Цюрих     |
| Гренхен             | 1:4     | Лугано              |
| Уранія Женева Спорт | 8:0     | Кантональ Невшатель |

## Півфінали
| Команда 1        | Рахунок | Команда 2           |
| ---------------- | ------- | ------------------- |
| 01.3.1931, 15:00 |         |                     |
| Лугано           | 3:1     | Уранія Женева Спорт |
| 19.04.1931 15:00 |         |                     |
| Грассгоппер      | 2:1     | Ла Шо-де-Фон        |

| 1 березня |

| Лугано                        | 3:1 | Уранія Женева Спорт |
| ----------------------------- | --- | ------------------- |
| 18' Фінк 38' 40' Штурценеггер |     | 42' Штальдер        |

| «Кампо-Марціо», Лугано Глядачів: 3500 Арбітр: Альберт Остервальдер (Берн) |

- Лугано: Масполі, Бассі, Боск, Ортеллі, Джиллардоні, Ломбардіні, Коста, Штурценеггер, Амадо, Кабріні, Фінк.
- Уранія: Ніколлін, Бові, Відеркер, Луашо, Шаден, Берчен, Крамер, Сірвет, Зіла, Росс, Ервін Штальдер.

| 19 квітня |

| Грассгоппер  | 2:1 | Ла Шо-де-Фон» |
| ------------ | --- | ------------- |
| 1' 5' Фогель |     | 86' Дюкомма   |

| «Гардтурм», Цюрих Глядачів: 15000 Арбітр: Антон Джаваріні (Базель) |

- Грассгоппер: Блазер, Мінеллі, В. Вайлер, Адам II, Нойєншвандер, Регамей, Адам I, Макс Абегглен, Андре Абегглен, Фогель, М. Вайлер.
- Ла Шо-де-Фон: Шода, Єггі III, Моше, Ошер, Ромі, Нойєншвандер, Баєрнгольц, Єггі IV, Гафелі, Дюкомма, Грімм.

## Фінал
Фінальний матч був зіграний 10 травня 1931 на стадіоні «Кампо-Марціо» в Лугано.
| Команда 1 | Рахунок  | Команда 2   |
| --------- | -------- | ----------- |
| Лугано    | 2:1 (дч) | Грассгоппер |

| 10 травня |

| Лугано                               | 2:1 | Грассгоппер |
| ------------------------------------ | --- | ----------- |
| 73' (пен.) Штурценеггер 117' Поретті |     | 64' Фогель  |

| «Кампо-Марціо», Лугано Глядачів: 6000 Арбітр: Вальтер Джордан (Базель) |

- Лугано: Луїджі Масполі, Чезаре Бассі, Джакомо Боско, Ломбардіні, Луїджі Кабріні, Габріеле Джилардоні, Юліо Балестріні, Альдо Поретті, Ліберо Коста, Пауль Штурценеггер, Лауро Амадо.
- Грассгоппер: Шарль Паше, Северіно Мінеллі, Вальтер Вайлер II, Мюллер, Макс Нойєншвандер, Адам II, Лоуренс Адам I, Рогрер, Макс Фогель, Шарль Регамей, Штайнер. Тренер: Ізідор Кюршнер